# Frappe de missile sur la Syrie en août 2019
Les frappes ont été menées par l'armée de l'air israélienne tard dans la nuit du 25 août 2019,,,,,.
Le lieutenant-colonel Jonathan Conricus, porte-parole de Tsahal, a déclaré que les responsables israéliens surveillaient depuis plusieurs mois un plan des gardiens de la révolution iranienne prévoyant d'envoyer des drones d'attaque chargés d'explosifs en Israël,.

## Incident
Selon un rapport de l'armée syrienne publié par l'agence de presse officielle SANA, à 23h30, des avions ont été détectés provenant du Golan et allant en direction de la zone autour de Damas. Selon les informations de Tsahal les cibles se situaient dans la ville d'Aqrabah, au sud-est de Damas, près de l'aéroport. À la suite de ces frappes, plusieurs unités de renseignement militaire, escadrons de l’armée de l’air et unités de défense aérienne ont été mis en état d’alerte maximale. Des forces de défense aérienne supplémentaires ont été déployées dans le nord d'Israël à titre de mesure de précaution.
L'armée de l'air syrienne a rapporté que « la plupart des missiles israéliens hostiles ont été détruits avant d'atteindre leurs cibles »,.
Comme l'a mentionné l'Observatoire syrien des droits de l'homme, basé en Grande-Bretagne, plusieurs missiles ont ciblé des positions tenues par des forces étrangères, tandis que d'autres ont été abattus par des forces aériennes.
Depuis le début de la guerre en Syrie en 2011, Israël a mené des centaines de frappes en Syrie, la plupart contre ce qu'il dit être des cibles iraniennes et du Hezbollah. Les affrontements directs entre Israël et les forces iraniennes ont été rares.

## Conséquences
Selon Mohammed Afif, porte-parole du Hezbollah, un jour après que des avions de guerre israéliens ont frappé des cibles en Syrie, deux drones israéliens se sont écrasés dans la banlieue sud de Beyrouth pendant la nuit et l'un d'eux a endommagé un bureau de presse appartenant au Hezbollah, bien que l'armée israélienne ne commente pas ces "informations étrangères",.

## Réaction
Le Premier ministre israélien Benjamin Netanyahou a confirmé sur Twitter la frappe aérienne et a averti que « l'Iran n'a aucune immunité nulle part. Nos forces opèrent dans tous les secteurs contre l'agression iranienne. Si quelqu'un se lève pour vous tuer, tuez-le en premier." 
Le lieutenant-colonel Jonathan Conricus, porte-parole de Tsahal, a déclaré que bien que les forces iraniennes aient lancé des roquettes et des missiles sur Israël depuis la Syrie à trois reprises en 2018, l'utilisation de munitions rôdeuse destinées à exploser sur leurs cibles était une tactique nouvelle et « différente ».